# پلنگ‌دره (اسفراین)
پلنگ‌دره روستایی از توابع بخش مرکزی شهرستان اسفراین در استان خراسان شمالی ایران است. پلنگ دره یا اسم اصلی و قدیمی ان شغال دره و داری تمدن ۵ هزار ساله نیست و ۳ سال پیش تأسیس شده است 

## جمعیت
این روستا در دهستان روئین قرار دارد و براساس سرشماری مرکز آمار ایران در سال ۱۳۸۵، جمعیت آن ۶۹ نفر (۱۹خانوار) بوده‌است.